# Amy Hood
Pour les articles homonymes, voir Hood.
Amy E. Hood (née en 1971 ou 1972) est une femme d'affaires américaine occupant actuellement le poste responsable du bureau des finances au sein de l'entreprise Microsoft.

## Formation
Elle a obtenu un baccalauréat universitaire en économie à l'université Duke puis un master à l'université Harvard.

## Parcours professionnel
Elle a rejoint Microsoft en 2002 prenant le rôle d'investisseur. Microsoft a annoncé le 8 mai 2013 qu'elle remplacerait Peter Klein en tant que responsable du bureau des finances. 

## Distinctions
En 2019, le magazine Forbes l'a nommé à la 28e place de la liste des 100 femmes les plus influentes.